# Cheilolejeunea mariana
Cheilolejeunea mariana là một loài Rêu trong họ Lejeuneaceae. Loài này được (Gottsche) B. Thiers & Gradst. mô tả khoa học đầu tiên năm 1989.